# Кресненско-Разложское восстание
Кресненско-Разложское восстание (болг. Кресненско-Разложко въстание) — восстание болгарского населения Пиринской Македонии против Османской империи. Повстанцы потерпели поражение. Однако историография сегодняшней Северной Македонии считает Кресненское восстание важным этапом борьбы за человеческие права и свободы в задавленной османским деспотизмом стране, борьбы за создание суверенной Македонской державы, вехой в развитии македонского национально-революционного движения.

## Предшествующие события
В 1878 году положение болгарского населения в Османской Македонии было тяжёлым даже в сравнении с ситуацией в северных и центральных районах Болгарии перед началом русско-турецкой войны 1877—1878 годов — процесс ликвидации феодально-ленной системы и выкупа сёл от беков здесь только начинался. Например, в Мелникской казе Сересского санджака (основном очаге восстания) турецким бекам принадлежало 51 из 66 сёл.
Первые вооружённые отряды возникли на территории Македонии весной 1878 года (всего, по документальным данным, в Юго-западных Родопах действовало не менее 12 чет), однако вплоть до известий о решениях Берлинского конгресса борьба велась в форме разрозненных действий отдельных чет и не принимала массового характера.
Решения Берлинского конгресса, которые оставили территории Македонии и Фракии в составе Османской империи вызвали массовое недовольство болгарского населения этих территорий.
29 августа (10 сентября) 1878 года в Тырново был создан комитет «Единство», целью которого было освобождения Македонии и объединение болгарского народа в границах Болгарии. 8 (20) сентября 1878 года в Рильском монастыре состоялось совещание комитета. На нём присутствовали Натанаил Охридский, Димитр Попгеоргиев, Илю Марков и другие воеводы и предводители чет. Было принято решение о создании вооружённых отрядов и подготовке к боевым действиям.
Главным лозунгом повстанцев была т. н. «Сан-Стефанская Болгария» — то есть государство, очерченное Сан-Стефанским мирным договором.

## Ход восстания
В организации восстания принимали активное участие Софийский комитет, а также северо-болгарские комитеты и православное духовенство (в то же время, южно-болгарские комитеты не оказали значительной помощи восстанию).
Руководителями восстания являлись представители церковной и светской интеллигенции, прежде всего — Нафанаил Охридский, и чет — воеводы Илё Марков, Стоян Карастоилов, Георгий Пулевский. Последний, в отличие от участников-болгарофилов, был стойким приверженцем Македонской государственности. В своих статьях и поэмах Пулевский отстаивал мнение, что предками современных македонцев были античные цари Филипп Македонский и Александр Великий.
К концу сентября 1878 года в Пиринской Македонии сосредоточилось несколько вооруженных отрядов, которые и стали основной движущей силой восстания.
В последние дни сентября 1878 года отряд из 300 повстанцев, которым командовал поляк Луис Войткевич, был послан в пограничный город Кюстендил. Здесь он попытался перейти границу у деревни Каменица, но был разбит турецкими войсками и, потерпев неудачу, вернулся в Софию.
В первых числах октября 1878 года в пограничный городок Джумая прибыл второй отряд повстанцев, которым командовал донской сотник Адам Калмыков. Отряд Калмыкова успешно перешёл границу. Появление этого отряда было воспринято местными жителями как сигнал к восстанию.
Восстание началось 5 (17) октября 1878 года. В этот день отряд Калмыкова и присоединившиеся к нему крестьяне сёл Кресно, Влахи и Ошава (всего около 400 человек) атаковали турецкий гарнизон, расположенный в большом болгарском селе Кресно. После начала боя, турки были окружены в здании постоялого двора, а к повстанцам начали присоединяться жители иных селений. Ещё до окончания боя в Кресно восстало соседнее село Сербиново. Бой в Кресно продолжался до утра 6 (18) октября и окончился победой восставших (потеряв 20 человек убитыми и ранеными, турецкий гарнизон в составе 121 человека сдался повстанцам).
7 (19) октября 1878 года около 500 турок атаковали село Влахи, однако атака турок была отбита с большими для них потерями, что деморализовало турецкие власти и турецкое население в районе восстания.
8 (20) октября 1878 восставшие перешли в наступление и заняли деревни Ново-Село, Моравско, Брезница, Будница, Сливница. В этот же день, 8 (20) октября 1878 г. восставшие сообщили в Джумайский комитет, что они создали четыре вооружённых четы, избрали командующим («атаманом») Адама Калмыкова, начальником штаба — Димитрия поп Георгиева, а помощником начальника штаба — Георгия Михайлова.
10 (22) октября 1878 года начальник штаба Димитрий поп Георгиев с удовлетворением сообщил в письме в Джумайский комитет — «восстание в Мелникском округе развивается очень хорошо».
17 (29) октября 1878 года Калмыков сообщил в Джумаю: «Восстание день ото дня расширяется… Одна чета бьётся под Мельником в селе Демир-Хисар. Турки из Мельника и окольных сёл бегут на Петрич и Серес».
18 (30) октября 1878 года восставшие заняли горный проход Скалота в 30 километрах от города Сереса.
В дальнейшем, благодаря активному участию крестьянства восстание приняло массовый характер. Вскоре весь Мелникский округ, кроме окружного центра, оказался в руках восставших. Восстание распространилось и на соседние округа.
5 (17) ноября 1878 года из села Градово в Разложский округ перешёл отряд Братана Маринова, появление повстанческого отряда послужило сигналом к восстанию крестьян Разложского округа.
8 (20) ноября 1878 года Маринов и крестьяне ряда сёл Разложского округа напали на турецкий гарнизон из 400 человек в большом селе Банско. Турки были разбиты, но Маринов в этом бою получил тяжёлое ранение. В дальнейшем, Разложская котловина стала одним из центров восстания.
После того, как повстанцы заняли главные населенные пункты по долине реки Струма, они публично объявили о своем неподчинении Берлинскому конгрессу, надеясь, что Болгарское княжество и Великие державы (в первую очередь, Российская империя) также денонсируют его условия. Но из-за крайне неблагоприятных политических условий этого не произошло — повстанцы остались наедине с Османской империей. Это вызвало растерянность и раздор между предводителями восстания.
В междоусобном столкновении между повстанцами (в период между 24 ноября (6 декабря) и 27 ноября (9 декабря) 1878 года) был застрелен один из наиболее уважаемых и авторитетных военных руководителей восстания — Стоян Стателов («Стоян-воевода»).
Британская империя оказала помощь султану в подавлении восстания: 30 октября (11 ноября) 1878 года на двух британских пароходах в Салоники были доставлены 2400 турецких солдат.
Это ещё более ослабило силы, и в ноябре 1878 года турецкие войска, несмотря на сопротивление повстанцев, разгромили основные очаги восстания. Однако, в начале 1879 года наступил новый всплеск политической активности. Нафанаил Охридский и его адъютант Мирослав Хубмайер (знаменитый в те годы словенский «солдат удачи») разработали план повстанческих действий на весну 1879-го. Нафанаил и Хубмайер были приверженцами четнической тактики. Им резко возражали Стефан Стамболов и Никола Обретенов, настаивавшие на использовании опыта массового Апрельского восстания 1876 года. Преодолеть раскол не удалось — и в начале апреля Хубмайер был отстранён от командования. Военное управление возглавил Григор Огненов.
В разгар весенних боёв, по инициативе Нафанаила Охридского, была послана делегация в Тырновское Учредительное собрание. Её задачей было выразить горячее желание всех болгар Македонии объединиться с Болгарией. Миссия не имела успеха.
В апреле 1879 года крупная чета перешла османскую границу, с целью дать сигнал к восстанию в окрестностях Битоля. Однако, не получив никакой другой поддержки, повстанцы не смогли сдержать наступление турецких войск. И 25 мая (6 июня) 1879 года Нафанаил Охридский приказал распустить четы и прекратить восстание.
19 (31) декабря 1879 года проживавшие в Македонии болгары отправили письменное обращение к Великим державам с просьбой разрешить создание отдельного вилайета из селений, в которых проживали болгары (Мемоар на българи от Македония от 19 декември 1879).
Попытки продолжать борьбу путём партизанских рейдов отдельные руководители продолжали ещё несколько месяцев, но без успеха.

## Память о восстании
Кресненско-Разложское восстание, несмотря на поражение, оставило яркий след в истории балканских славян.
Сейчас повстанцев воспринимают как «своих героев» и в Болгарии и в Северной Македонии, но трактовка их неоднозначная. В Болгарии восстание рассматривают как этап борьбы за «триединую Болгарию», но большинство северомакедонских историков пытается провозгласить его «борьбой за свободную Македонию». Острые дискуссии продолжаются до сих пор.